# Császár Elemér (irodalomtörténész)
Császár Elemér (Budapest, 1874. augusztus 7. – Budakeszi, 1940. július 3.) irodalomtörténész, egyetemi tanár, a Magyar Tudományos Akadémia levelező tagja 1909-től, rendes tagja 1922-től, tiszteleti tagja 1938-tól, 1937-től 1939-ig a Petőfi Társaság elnöke. Öccse Császár Ernő irodalomtörténész, unokaöccse Császár Ákos (1924–2017) matematikus, egyetemi tanár.
Fő oktatási és kutatási területe: 18–19. századi magyar irodalomtörténet.

## Életpályája
Császár Károly (1842–1891) pedagógus és kisfaludi Pikéthy Etelka (1848–1928) fiaként született. Iskoláit Budapesten végezte, 1896-ban nyert középiskolai tanári oklevelet a Budapesti Tudományegyetemen, ezt követően fővárosi gimnáziumokban tanított. 1908-ban magántanárrá habilitálták a Budapesti Tudományegyetemen. 1909-ben beválasztották az akadémiai levelező tagok sorába, akadémiai székfoglalóját 1909. november 2-án tartotta Bessenyei akadémiai törekvései címmel. 1918-tól a pozsonyi, majd a trianoni trauma következtében a pécsi Erzsébet Tudományegyetemen tanított. 1923-tól haláláig a budapesti egyetem tanára.

## Munkássága
Irodalomtörténeti munkáit a pozitivizmus szellemében írta, részletes életrajzokat írt a magyar írókról és költőkről. Szemléletmódját leginkább a konzervatív akadémizmus jellemezte, amelyet még Beöthy Zsolttól örökölt. Pintér Jenő irodalomtörténész szintén a Beöthy-iskolához tartozott. Császár és Pintér konzervativizmusát kifogásolták a kortárs írók, a szellemtörténeti irány hívei pedig pozitivizmusukat. Mindezzel együtt a két világháború közt a magyarországi magyar irodalomtörténeti oktatás és kutatás hivatalosan elismert pozitivista, konzervatív irányvonalának meghatározó egyéniségei voltak. Császár Elemérnek számos tanítványa volt, akik szorgalmasan jegyzetelték az ő előadásait, amelyek megbízható adattartalmakat tártak a hallgatóság elé. Precíz bibliográfiai hivatkozásokkal, ha lehetséges volt, gazdag történelmi illusztrációkkal adta közre köteteit.
Társasági tisztségeket vállalt, 1913-tól tevékenykedett a Kisfaludy Társaságban; 1920-ban tagjai közé fogadta a Petőfi Társaság, amelynek később alelnökévé, majd elnökévé (1937–1940) választották. Szakmai folyóiratokat szerkesztett, 1905–1925 között Láng Nándorral az Egyetemes Philologiai Közlönyt. Szerkesztette 1914-től 1939-ig az Irodalomtörténeti Közleményeket, 1920-ban a Magyar Múzsát Pekár Gyulával együtt működtette. 1928-1940-ig szerkesztette az Irodalomtörténeti füzetek c. könyvsorozatot.

## Művei (válogatás)
- Firenzei prerafaelisták. Budapest : Eggenberger-féle Könyvkereskedés, 1897. 173 p.
- Faludi Ferenc költészete. Budapest, 1903. 32 p. (Klny. Egyetemes Philológiai Közlöny)
- Verseghy Ferencz élete és művei. Budapest, 1903.
- Ányos Pál versei / bevezetéssel és jegyzetekkel kísérve kiadta Császár Elemér. Budapest : Franklin Társulat, 1907. 323 p. (Ser. Régi magyar könyvtár ; 23.)
- Kisfaludy Sándor.[6] Budapest : Franklin, 1910. 167 p. Online
- Bessenyei akadémiai törekvései. Budapest, 1910
- Ányos Pál (1756-1784). Budapest, 1912. Online
- A német költészet hatása a magyarra a XVIII. században. Budapest, 1913.
- Deákos költők. Szövegkiadás magyarázatokkal. Budapest, 1914.
- Shakespeare és a magyar költészet. Budapest, 1917.
- Csokonai legszebb versei / [összevál. Császár Elemér]. Budapest : Pantheon, 1921. 132 p., 1 t. ; (Ser. Remekírók Pantheonja)
- A magyar regény története. Budapest, 1922. (Második, átdolgozott kiadása: 1939.)
- Az irodalmi kritika. Akadémiai székfoglaló, 1923.
- Öt év a magyarországi dráma életéből (1919-1923). Erdélyi Irodalmi Szemle, 1924.
- A magyar irodalmi kritika története a szabadságharcig. Budapest, 1925.
- A Zalán futása. Budapest : Pallas, 1926. 23 p. (Ser. Irodalomtörténeti füzetek ; 4)
- A XIX. század nagy magyar költői : Császár Elemér ... előadásai után jegyezte és kiadta Tóth Lajos. Budapest : [Tóth], 1929. 185 p.
- A magyar dráma története Kisfaludy Károlytól a szabadságharcig : Császár Elemér egyetemi előadásai. Budapest : Tóth L., 1929. 163 p. (Ser. Dr. Császár Elemér ny. r. tanár előadásai ; 7.)
- Petőfi Sándor : [Császár Elemér előadásai]. Budapest : Tóth L., 1929. 216 p. (Ser. Dr. Császár Elemér ny. r. tanár előadásai ; 9.)
- A Petőfi-Társaság hatvan éve a magyar irodalom szolgálatában. Havas Istvánnal. Budapest : Singer és Wolfner Irodalmi Intézet, [1936]. 48 p. 3 t.
- Arany János : egyetemi előadás[ok]. Budapest : Egyetemi Ny., 1938. 159 p.

## Díjai, elismerései
- Greguss Ágost-díj (1925)
- Corvin-koszorú (1930)